# Ботевградско шосе
„Ботевградско шосе“ е булевард, основна входно-изходна артерия на София в североизточно направление. С центъра на града го свързва булевард „Мадрид“. Другият му край е на софийски околовръстен път, откъдето продължава като автомагистрала „Хемус“.
Основните междинни кръстовища са с улица „Източна тангента“, булевард „Владимир Вазов“ и Северна скоростна тангента.
Общата дължина на булеварда е около 7,5 км. От западния му край до автостанция Изток, около 2,5 км, преминава трамвайно трасе използвано от линия 22.
Булевард „Ботевградско шосе“ преминава през ж.к. „Сухата река“, квартал „Левски“, квартал „Враждебна“.
Слатинска река и река Искър се пресичат с булеварда.